# Амтман-Бриедит, Альфред Фрицевич
Альфред Фрицевич А́мтман-Бри́едит (настоящая фамилия — А́мтманис латыш. Alfreds Amtmanis-Briedītis; 1885—1966) — латышский, советский актёр, театральный режиссёр, педагог. Народный артист СССР (1953). Лауреат трёх Сталинских премий (1948, 1950, 1951).

## Биография
Альфред Амтманис родился 24 июля (5 августа) 1885 года в Валлеской волости (по другим источникам — в селе Валле) Курляндской губернии (ныне — в Вецумниекском крае, Латвия) в крестьянской семье. Отец был звонарём лютеранской церкви в Валле.
Учился в Фридрихштадтской городской школе (1898—1901). Некоторое время был учеником торговца и театральным волонтёром.
С 1903 года — на сцене Нового латышского театра (Рига). В 1905—1907 — актёр театров «Аполло» (Рига), Латвийского народного театра (Рига), Лиепайского латышского театра. С 1908 года — актёр и режиссёр Нового Рижского театра.
В 1909—1912 годах учился на Латвийских драматических курсах Е. Дубура в Риге.
С приближением линии фронта войны переехал в Петроград, где в октябре 1915 года под его и А. Миерлаукса руководством открылся Новый Латышский театр, в состав которого вошла часть труппы Нового Рижского театра. В театре работал до июня 1918 года.
С 1919 года — актёр и режиссёр Рабочего театра Советской Латвии (позже — Латвийский Национальный театр (1920—1940), Государственный театр драмы Латвийской ССР, ныне — Латвийский Национальный театр) (Рига) (с 1944 года — художественный руководитель, с 1949 — главный режиссёр).
В 1921—1924 годах работал в Театре «Дайлес».
Вёл педагогическую работу. Профессор театрального факультета Латвийской консерватории (ныне Латвийская музыкальная академия имени Язепа Витола) (1949).
Депутат Верховного Совета Латвийской ССР 5-го созыва.
Умер 15 мая 1966 года в Риге. Похоронен на Лесном кладбище. Надгробный памятник работы скульптора О. Скарайниса установлен в 1970 году.

### Семья
- Брат — Теодорс Амтманис (1883—1938), актёр и режиссёр
- Супруга (1926—1939) — Анта Клинтс (1893—1970), актриса. Народная артистка Латвийской ССР (1950)
- Супруга — Валия Амтмане (1904—1996), актриса.

## Награды и звания
- Заслуженный деятель искусств Латвийской ССР (1947)
- Народный артист Латвийской ССР (1949)
- Народный артист СССР (1953)
- Сталинская премия второй степени (1948) — за исполнение роли Атвасара в спектакле «Глина и фарфор» А. П. Григулиса
- Сталинская премия третьей степени (1950) — за постановку спектакля «Сын рыбака» В. Т. Лациса
- Сталинская премия третьей степени (1951) — за постановку спектакля «Земля зелёная» А. М. Упита
- Орден Трёх звёзд IV степени (1928)
- Орден Ленина (1956)
- Два ордена Трудового Красного Знамени (1950, 1965)
- Медаль «За доблестный труд в Великой Отечественной войне 1941—1945 гг.»

## Творчество

### Роли в театре

#### Новый Рижский театр
- 1912 — «Индулис и Ария» Я. Райниса — Индулис
- 1914 — «Вей, ветерок!» Я. Райниса — Улдис

#### Театр драмы Латвийской ССР (Латвийский Национальный театр)
- 1929 — «Женитьба Белугина» А. Н. Островского — Белугин
- 1947 — «Глина и фарфор» А. П. Григулиса — Атвасар
- 1947 — «Кремлёвские куранты» Н. Ф. Погодина — Антон Иванович Забелин
- 1948 — «Бесприданница» А. Н. Островского — Мокий Парменович Кнуров

### Режиссёрские работы

#### Театр драмы Латвийской ССР (Латвийский Национальный театр)
- 1919 — «Воскресение» Л. Паэгле
- 1927 — «Буря» У. Шекспира
- 1927 — «Фуэнте Овехуна» Л. де Веги
- 1928 — «Илья Муромец» Я. Райниса
- 1929 — «Женитьба Белугина» А. Н. Островского
- 1930 — «Мера за меру» У. Шекспира
- 1940 — «Разлом» Б. А. Лавренёва
- 1945 — «Блудный сын» Р. М. Блауманиса
- 1945 — «Невестка» В. Т. Лациса (совм. с В. М. Балюна)
- 1946 — «Купальщица Сюзанна» А. М. Упита
- 1946 — «Последние» М. Горького
- 1947 — «Не всё коту масленица» А. Н. Островского
- 1948 — «Лампочки в мешке» А. М. Упита
- 1948 — «Учитель Страуме» А. Ю. Броделе
- 1949 — «Испанский священник» Ф. Бомонта и Дж. Флетчера
- 1949 — «Сын рыбака» В. Т. Лациса
- 1949 — «Человек с ружьём» Н. Ф. Погодина
- 1950 — «Земля зелёная» А. М. Упита
- 1950 — «В кремне огонь» А. П. Григулиса
- 1950 — «Борьба без линии фронта» А. М. Якобсона
- 1950 — «Времена землемеров» братьев Каудзите
- 1951 — «В середине века» Л. Р. Шейнина
- 1951 — «Горячие сердца» А. Ю. Броделе
- 1951 — «Светлые окна» Ю. П. Ванагса и Е. И. Ратнера
- 1952 — «Добрый город» Г. Д. Гулия
- 1952 — «Канун грозы» П. Г. Маляревского
- 1952 — «Живой труп» Л. Н. Толстого
- 1953 — «Цеплис» П. Розитиса
- 1953 — «Злой дух» Р. М. Блауманиса
- 1953 — «Не называя фамилий» В. П. Минко (совм. с К. Памше)
- 1954 — «К новому берегу» В. Т. Лациса
- 1954 — «Индраны» Р. М. Блауманиса
- 1955 — «Дни портных в Силмачах» Р. М. Блауманиса
- 1955 — «Дон Карлос» Ф. Шиллера
- 1956 — «Иосиф и его братья» Я. Райниса
- 1956 — «Абелите» В. Саулескалнса
- 1957 — «Разыгралася метель» Ж. Гривы
- 1957 — «Балтийское море шумит» А. П. Григулиса
- 1957 — «Полёт чайки» А. М. Упита
- 1958 — «Рига» А. Деглавса
- 1958 — «Семья Зитаров» В. Т. Лациса
- 1958 — «Новогодняя ночь» Э. Ливса
- 1959 — «Шальной барон Бундулс» по Е. Зейболту
- 1959 — «Плачет вся моя родня» А. Алунана
- 1960 — «Арменуи» А. М. Ширванзаде
- 1961 — «Морские ворота» Д. Зигмонте
- 1961 — «Просвет в облаках» А. М. Упита
- 1960 — «Арменуи» А. М. Ширванзаде
- 1961 — «Хозяин» И. Соболева
- 1962 — «Жанна д’Арк» А. М. Упита
- 1962 — «Возвращение капитана Зундага» («После ненастья») В. Т. Лациса
- 1962 — «Семеро братьев» А. Киви

## Память
- Творчеству мастера посвящён документальный фильм 1957 года «Народный художник» (реж. И. Маса).
- С 1966 по 1990 год рижская улица Заубес носила имя Альфреда Амтмана-Бриедитиса.
- В 1985 году в «Званитаю Букас» — доме, где родился А. Амтман-Бриедит, — был открыт мемориальный музей.
- В 1985 году учреждена премия имени А. Амтмана-Бриедита.